# Death Valley ’69
Death Valley '69 — песня альтернативной группы Sonic Youth, вошедшая на их второй лонгплей Bad Moon Rising. Название песни переводится как «Долина Смерти 69». Авторство текста и вокал в песне принадлежит гитаристу и вокалисту Sonic Youth Торстону Муру и артистке нью-йоркской андерграундной сцены Лидии Ланч, с которой Sonic Youth сотрудничали вместе во времена становления и развития No Wave-сцены.
«Death Valley '69» демонстрирует переходную ступень в творчестве Sonic Youth — в песне сочетаются авангардные элементы, характерные для раннего периода группы, и при этом эффектные гитарные риффы и вокальные партии, демонстрирующие более роковые тенденции, в полной мере проявившиеся на классических альбомах Sonic Youth (Sister, Daydream Nation). «Death Valley '69» считается лучшей песней на Bad Moon Rising и одной из лучших песен за всю историю существования группы.
Песня была выпущена в декабре 1984 года на сингле и стала первым синглом, выпущенным группой; помимо этого, «Death Valley '69» стала первой песней Sonic Youth, привлекшей внимание колледж-радиостанций, которые в 1980-е годы были главным источником информации от инди-музыке США. Тем не менее, в чарты ни одной страны сингл не попал. В июле 1985-го было выпущено EP-издание «Death Valley '69», включавшее также одну новую песню и несколько композиций с предыдущих релизов Sonic Youth.

## История
Как и остальные песни альбома Bad Moon Rising, «Death Valley '69» была написана в период творческого кризиса в группе. В 1983 году Sonic Youth добились крупной популярности, еженедельно играли как минимум по концерту в Нью-Йорке и к началу 1984-го почувствовали сильный кризис идей, доходящий до отчаяния. В итоге, собравшись на репетиционной базе, группа перенастроила гитары по-новому и купила новое оборудование, добровольно лишив себя возможности играть старый материал, после чего стала работать над новым.

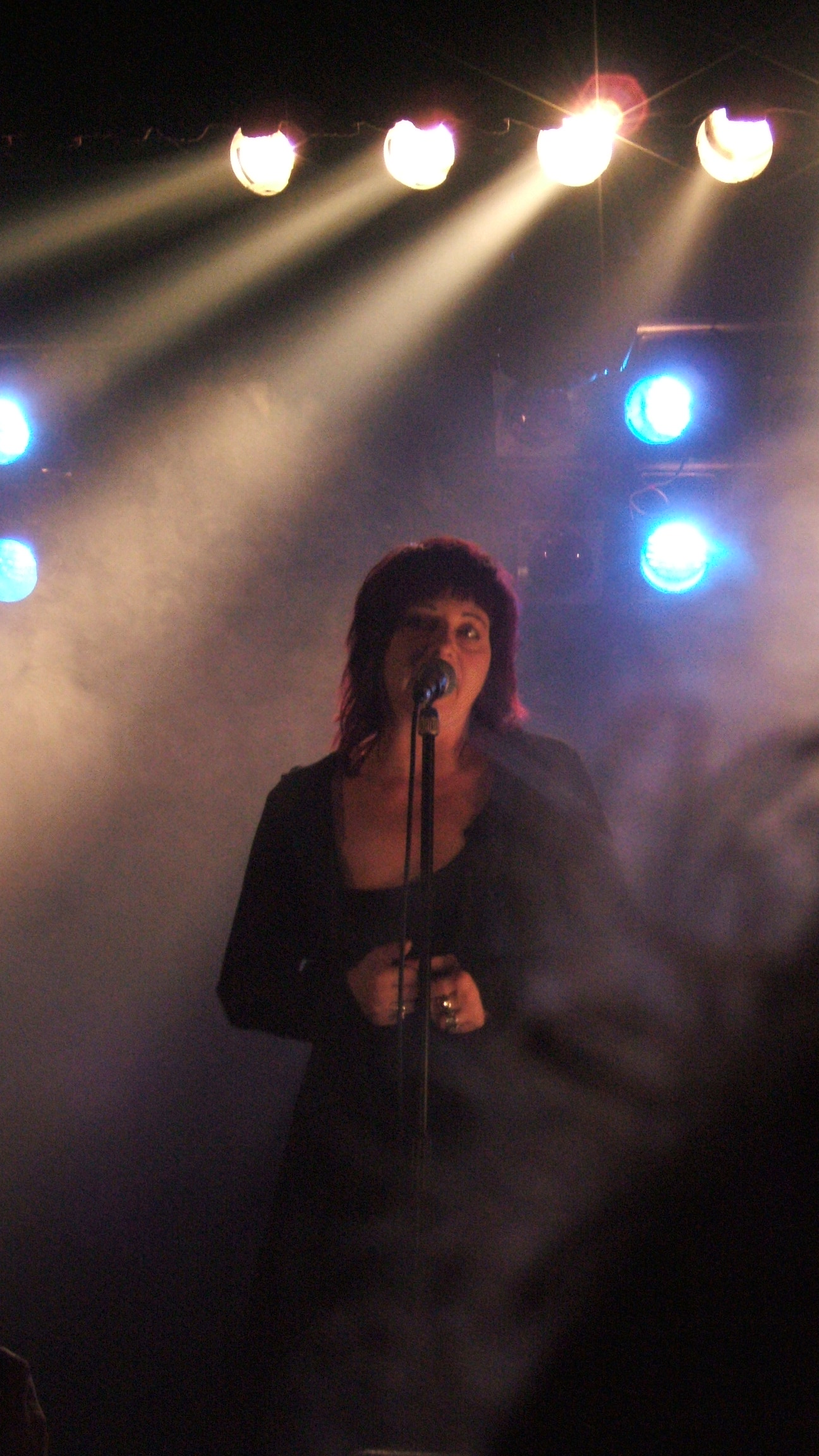
Лидия Ланч

Песня «Death Valley '69» стала наиболее «роковой» и мелодичной из вещей, написанных в то время; темой песни стал Чарльз Мэнсон и его «Семья», намёки на которых присутствуют в тексте песни и оформлении релизов, на которых она выходила. Важную роль в создании песни сыграла Лидия Ланч; она написала текст куплетов (Мур был автором припева), а её яркий вокал во многом способствовал будущей популярности песни. Работа над песней завершилась позже, чем над остальными композициями для альбома; на одном из трёх концертов Sonic Youth, сыгранных в 1984 году — в июне, были сыграны все песни с будущей пластинки, кроме этой, место которой занимала в то время «Satan Is Boring».
Демо «Death Valley '69» было записано в Wharton’s Studio в Нью-Йорке в июле 1984 года и спродюсировано самой группой при участии Клинта Руина. Вместе с записанным тогда же би-сайдом «Brave Men Run (In My Family)», запись было решено выпустить в виде сингла, который вышел в декабре того же года на некрупном независимом лейбле Iridescence Records; из-за конфликта владельца лейбла, Майкла Шеппарда, с производителем пластинок, Таббом Рексом, виниловых пластинок с синглом было выпущено огромное количество — несколько тысяч; считается, что на настоящий момент пластинок с этим синглом продано больше, чем винила со всеми остальными записями Sonic Youth, вместе взятыми. Сингл был переиздан значительно позже лейблом Стива Шелли Smells Like Records.
В качестве обложки для сингла была выбрана картина немецкого художника Герхарда Рихтера «Vesuv 1976». Сторона «A» виниловой пластинки с записью содержана изображение паука (срисованное с татуировки Генри Роллинза) и надпись «Creepy Crawl» (примерный перевод — «ползучая тварь»), также намекавшую на деятельность «семьи Мэнсона». Также там находились выгравированные надписи «We all sleep here» (рус. Мы здесь все спим) и «Turn me on dead man» (рус. Возбуди меня, мертвец; намёк на легенду, связанную с экспериментальной песней The Beatles «Revolution 9»). На стороне «B» содержалось изображение лица одной из важнейших участниц «семьи Мэнсона», Сьюзан Аткинс, информация о релизе и выгравированная надпись «We went on down, there was no place else to go» (рус. Мы уходим вниз, здесь не осталось места, куда можно пойти).
Работа над окончательной записью нового материала началась в сентябре 1984 года в Before Christ Studios в Бруклине, Нью-Йорк под руководством продюсера Мартина Бизи, известного в основном благодаря записям авангардных артистов и представителей ранней рэп-сцены. Помимо окончательной версии «Death Valley '69» — она завершала альбом в его первоначальной версии (в последующих переизданиях обычно добавлялись бонус-треки), на Bad Moon Rising вошла и би-сайдовая «Brave Man Run (In My Family)». Альбом стал вторым лонгплеем группы (не считая сборника ранних концертных записей «Sonic Death», первоначально вышедшего на аудиокассете) и четвёртой студийной записью, считая EP «Sonic Youth» и «Kill Yr. Idols». Bad Moon Rising вышел на лейбле Homestead Records в США и Blast First Records в Великобритании.

Обложка EP

EP «Death Valley '69» вышло спустя полгода после выпуска сингла, в июле 1985; песня на нём вышла в той же версии, что на выпущенном в марте 1985 лонгплее. Выход EP совпал с уходом из группы первого барабанщика, Боба Берта, и приходом ставшего постоянным участником Sonic Youth Стива Шелли. Обложка пластинки была выдержана в красно-чёрных тонах, с мрачным абстрактным рисунком; задняя сторона содержала фотографию группы в автомобиле. Кроме того, оригинальное виниловое издание включало вкладку с текстом песни, набранном множеством шрифтов, чередующихся в произвольном порядке, концертную фотографию, датирующуюся январём 1985 года, авторства Алана Пика (англ. Alan Peak), и интервью группы, взятое из седьмого выпуска фэнзина Clutch. На стороне «А» находился абстрактный чёрно-белый рисунок и выгравированная надпись «Raygun or Manson, it’s the same thing» (рус. Рейган или Мэнсон - всё одно и то же), на стороне «B» была выгравирована надпись «The S. Factor was ok on the day» (англ. Однажды фактор S был в порядке).
На EP «Death Valley '69» вошло несколько песен, уже выпущенных группой ранее: «I Dreamed I Dream» с Sonic Youth, «Inhuman» с Confusion is Sex, «Brother James» с Kill Yr. Idols, а также новый трек «Satan Is Boring», который, однако, присутствует на большей части переизданий Bad Moon Rising. Таким образом, на пластинку вошло по одной песне с каждого предыдущего релиза Sonic Youth вместе с одной новой; в силу такой неоригинальности EP невысоко оценивается критикой.

## Музыка и текст
«Death Valley '69» построена в первую очередь на гитарных риффах и «яростном», по словам критика Джеймса Бирчмейера, вокальном дуэте Мура и Ланч. Басовая и барабанная партии Ким Гордон и Боба Берта являются спокойными и чёткими, что создаёт прочную основу для характерных для Sonic Youth сложных гитарных партий. В дальнейшем подобная техника построения «стены» гитарного звука, использование нестандартных настроек станет типичным для звука группы. В «Death Valley '69» впервые у Sonic Youth используется гитарный тюнинг F#F#F#F#EB, который в дальнейшем был задействован в целом ряде песен — в частности, в «Kool Thing»; а в рукописи текста песни «Expressway To Yr. Skull» он даже обозначен как «DV’69 tuning».
«Death Valley '69» начинается с резкого вступления с громким криком Мура и Ланч на заднем плане. После него идёт главный первый рифф песни — жужжащий проигрыш одной гитары на фоне фоновой партии второй и твёрдой ритм секции. Затем начинается второй гитарный рифф, под который через некоторое время поётся на два голоса главная, самая «роковая» часть вокальной партии. Затем «жужжащий» гитарный проигрыш продолжается.
Примерно спустя полторы минуты после начала песни начинается её центральная часть — выдержанная в более медленном темпе. Вокал в этой части также двухголосый; Мур произносит основной текст, Ланч повторяет его на заднем плане, иногда более акцентируя те или иные слова или растягивая их (особенно на строчке «And now in the canyon»), иногда меняя некоторые слова (например, «I got sand in my mouth» — «You got sand in yr mouth»). Несмотря на довольно агрессивную ритм-секцию (быстрые барабанные сбивки на заднем плане), часть кажется медленной и звучит угрожающе. Одна из гитар повторяет после каждой строчки короткий мрачный рифф из одного аккорда; другая играет напряжённую, «жужжащую» фоновую партию на заднем плане. После нарастания гитарного напряжения на повторяющейся строках «Hit it» вторая гитара начинает играть аккорды, постепенно переходя к быстрой атмосферной соло-партии. К моменту, когда снова начинает повторяться строка «Hit it», вторая гитара уходит на высокие, отчаянно звучащие ноты, параллельно с ней начинается третья гитарная партия — перебор, ускоряется барабанная партия.
Нарастающее напряжение центральной части песни завершается с началом первого гитарного риффа и ритма из начала песни; всего центральная часть длится около двух минут. Затем повторяется куплет и второй рифф, которым начинается песня. Завершается песня (и альбом в первоначальном варианте) громким, яростным криком Лидии Ланч под всё более агрессивные гитарные проигрыши после слов «Death Valley 69».
Текст песни (который был полностью написан на обложке сингла) отсылает, как и оформление винилового сингла, к убийствам Чарльза Мэнсона и его «Семьи»; в целом он, однако, довольно абстрактен и, по мнению критика Стюарта Мэйсона, «смутно поэтичен». По словам самих Sonic Youth, песня, как и Bad Moon Rising в целом, стала попыткой группы разобраться в идеалах хиппи. В начале и в конце «Death Valley '69» повторяется куплет из четырёх строк, являющийся, возможно, самой узнаваемой частью песни:
Coming down

Sadie, I love it

Now now now

Death valley 69
Примерный русский перевод: «Падение / Сэди, я люблю это / Сейчас, сейчас, сейчас / Долина смерти 69». Под Сэди в данном случае имеется в виду член «семьи» Мэнсона Сьюзан Эткинс, известная также под именем Сэди Мэй Глатц (англ. Sadie Mae Glutz); её лицо было изображено на стороне «B» винилового сингла «Death Valley '69». Упоминание «Долины смерти», которая вынесена в заглавние песни, связано с одним из планов Мэнсона, по которому он с «семьёй» должен будет прятаться в Долине Смерти после начала расовой войны. 69 — это год «начала войны», когда «семьёй» было совершено массовое убийство, среди жертв которого оказалась Шэрон Тейт. Именно за это преступление Мэнсон и члены его «семьи» были посажены в тюрьму, где находятся до сих пор.
Текст центральной части является ещё более отвлечённым и символичным, видимо, описывая нахождение «семьи» Мэнсона в Долине смерти после начала войны — «I was on the wrong track / we’re deep in the valley / how deep in the gulley» (рус. Я был на неправильном пути, мы глубоко в долине, так глубоко в этом спуске). Описывается охватившее людей безумие — «she started to holler / I didn’t wanna» (рус. Она начала орать, я не хотел этого), после чего начинается сумасшедшее движение в никуда — многократно истерически спетое Муром и Ланч «hit it, hit it».
Текст и музыка в выпущенной на сингле демоверсии имеют несколько незначительных отличий по сравнению с более известной версией; этот вариант звучит немного медленнее. Кроме того, после окончания песни следует короткий диалог:

Ким: Привет, смерть, давно не виделись.

Торстон: Нечего терять.

Ли: Не умирай.
Оригинальный текст (англ.)Kim: «Hi death, it’s been a long time»

Thurston: «Nothing to lose»

Lee: «Don’t die»

## Видеоклип
Клип на песню (он стал первым видео Sonic Youth) был снят Ричардом Керном — андерграундным режиссёром, известным главным образом своими жестокими и сюрреаллистичнескими короткометражными работами. Примечательно, что в нём появляются оба ударника группы, как Боб Берт, так и пришедший ему на замену Стив Шелли. Тематически клип также связан с Мэнсоном и его эпохой: по словам Ли Ранальдо, «шестидесятнические мечты о цветах, свободе и воздушно лёгких музыкальных записях уничтожаются сатаническими тинейджерами и плохой кислотой». В клипе группа предстаёт в виде жертв жестокого убийства; эти кадры перемежаются с фрагментами концертного видео Sonic Youth.
Кадр из 12-минутного независимого фильма Ричарда Керна Submit for Me позже был использован Sonic Youth для обложки альбома «EVOL». На обложке изображена снимавшаяся также и в клипе актриса Ланг Лег. Появления в клипе и на обложке «EVOL» принесли этой независимой актрисе наибольшую известность за всё время её творческой деятельности.
Видеоклип вошёл на видеорелиз Sonic Youth Screaming Fields of Sonic Love (1995). Кроме того, он был выпущен на сборнике короткометражных работ Ричарда Керна Hardcore Collection: The Films of Richard Kern (клип, действительно, можно рассматривать и как короткометражный фильм, в его конце присутствуют финальные титры с перечислением участников съёмки) и на видеоколлекции Лидии Ланч The Black Box. Клип имеет рейтинг 6,7 на известном киносайте IMDb.

## Концертные версии

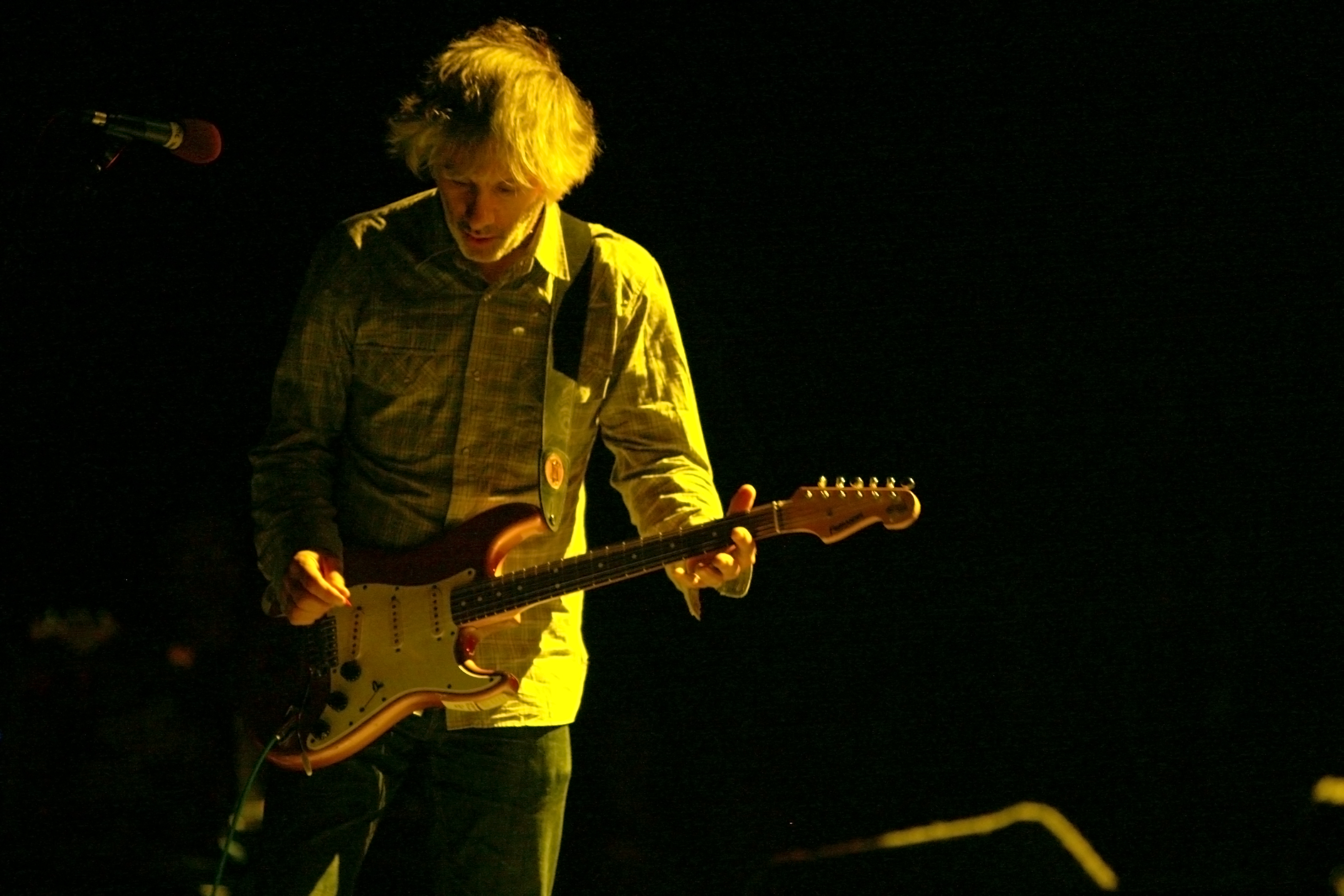
Ли Ранальдо

На концертах вокальные партии Лидии Ланч обычно исполнял второй гитарист Sonic Youth Ли Ранальдо. Кричащие, истерические интонации, проявлявшиеся в вокальной партии Ранальдо, а также сочетание двух мужских голосов, нечасто встречающееся у Sonic Youth, придавало песне в концертном варианте несколько иное звучание. На концертах после 1985 года роль вокальной партии Ранальдо уменьшилась, она стала ближе к обычному бэк-вокалу, а центральную часть Мур пел практически полностью один. Также на поздних концертах на припевах иногда подпевала Ким Гордон.
Песня не была сыграна Sonic Youth на первом концерте, на котором исполнялись песни для Bad Moon Rising — в июне 1984 года; первое концертное исполнение «Death Valley '69» датируется 30 июля того же года. Во время туров 1985 года группа играла Bad Moon Rising полностью, включая эту песню. Начиная с тура 1988 года, приуроченного к альбому «Daydream Nation», песня стала исполняться на концертах всё реже; однако, в туре 1998 года «Thousand Leaves» Sonic Youth снова начали играть «Death Valley '69», причём завершали ей каждый концертный сет. Последнее на настоящий момент исполнение песни на концерте датируется 19 октября 2000 года; кроме того, на протяжении тура 2006 года она периодически исполнялась на саундчеке.
Иногда на концертах песня, что было в целом типично для Sonic Youth, завершалась продолжительным нойз-проигрышем, по длине порой превышавшим длительность самой песни.
Запись концертного исполнения песни 5 января 1985 года вошла на концертное видео Gila Monster Jamboree. Это видео является записью первого концерта Sonic Youth в Лос-Анджелесе. Также концертные версии «Death Valley '69» можно найти на бутлеге The Walls Have Ears (запись 28 апреля 1985), видео Live in Columbus (запись 5 августа 1985), концертном альбоме Hold That Tiger (запись 14 октября 1987, выпущен в 1991).

## Кавер-версии
Кавер-версия «Death Valley '69» была записана инди-рок-группой The Flaming Lips и выпущена на компиляциях A Collection of Songs Representing an Enthusiasm for Recording...By Amateurs (1998) и Finally, The Punk Rockers Are Taking Acid (2002) (в концертной версии). Также песня исполнялась живьём шугейзовой группой A Place to Bury Strangers.

## Факты
- В дальнейшем Sonic Youth написали совместно с Лидией Ланч ещё одну совместную песню — «Marilyn Moore» для альбома «EVOL»[24]. Кроме того, с Ланч сотрудничал в своих сольных проектах Торстон Мур, а в 1988 году Ланч, Ким Гордон и Сэди Мэй гастролировали по Европе под названием Harry Crews (в частности, на этих концертах Ланч пела песню Sonic Youth «(She's in a) Bad Mood»)[38].
- Рабочим названием песни Sonic Youth «Kool Thing», вошедшей на альбом Goo, было DV2, то есть «Death Valley 2»; причиной этого было сходство риффов и гитарного строя двух песен[39]. Иногда из-за этого перед началом исполнения «Kool Thing» во время тура «Goo» Sonic Youth играли небольшие фрагменты из «Death Valley '69»[40]).
- Использование Sonic Youth альтернативных настроек гитар фактически началось с этой песни. Причиной этому было то, что у Торстона Мура очень большие руки, и ему неудобно было брать некоторые обычные аккорды[31].
- В 1999 году песня была включена на один из выпусков посвящённых постпанку сборников «Postunk Chronicles» — Postpunk Chronicles: Going Underground[41], а в 2001 — на сборник, приуроченный к 25-летию лейбла Rough Trade[42]. Кроме того, песня попала на сборник-ретроспективу музыкальной карьеры Лидии Ланч, составленный ей самой, — «Widowspeak» (вышел 22 июня 1999 года)[43].

## Список композиций

### Декабрь 1984
1. Death Valley '69 — 5:32
2. Brave Men Run (In My Family) — 3:48

### Июль 1985
1. Death Valley '69
2. I Dream I Dreamed
3. Inhuman
4. Brother James
5. Satan Is Boring